# Super-rock Rettore - Le sue più belle canzoni
Super-rock Rettore - Le sue più belle canzoni è la prima raccolta della cantante Donatella Rettore, pubblicata nel 1982, dall'etichetta Ariston, con cui l'artista chiuderà qualche mese più tardi.

## Descrizione
La raccolta del 1982, distribuita dalla Ricordi, il cui copyright SIAE per le edizioni musicali appartiene quasi per intero proprio alla partnership Ariston/Senso Unico (tranne i due pezzi in inglese, di cui sono responsabili Intersong e RCA).
La raccolta, arrangiata e diretta da Pinuccio Pirazzoli e prodotta da Roberto Danè, comprende 10 brani, di cui 2 inediti, usciti anche in formato 45 giri, e 8 del periodo 1979 - 1981.
I due nuovi brani, This time e M'è scoppiata la testa costituiscono, rispettivamente, il lato A e il lato B del singolo, che è anche la colonna sonora del film "Cicciabomba", interpretato dalla stessa Rettore). Mentre M'è scoppiata la testa viene scritto dalla coppia Rettore/Rego, che firma 8 dei 10 brani inseriti nella compilation, la canzone del lato A, This time, è scritta da Kerr e Osborne e viene collocata come primo brano della raccolta.
Gli 8 altri brani sono tratti dai tre album Ariston del triennio 1979-1981: tre da Brivido Divino (Splendido splendente, Eroe e Brivido), due da Magnifico Delirio (Benvenuto e Kobra) e tre da Estasi Clamorosa del 1981 (Remember, Estasi e Donatella).

## Tracce
Testi e musiche di Donatella Rettore Rettore e Claudio Rego, eccetto dove indicato.
Lato A
1. This time – 3:44 (Gary Osborne, Richard Kerr)
2. Eroe – 3:12 – da Brivido divino
3. Benvenuto – 4:13 – da Magnifico delirio
4. Estasi – 3:48 – da Estasi clamorosa
5. Donatella – 3:12 – da Estasi clamorosa

Lato B
1. Kobra – 3:24 – da Magnifico delirio
2. M'è scoppiata la testa – 3:04
3. Remember – 4:10 (Elton John, Bernie Taupin) – da Estasi clamorosa
4. Brivido – 4:15 – da Brivido divino
5. Splendido splendente – 3:24 – da Brivido divino